# جوئل هیمن
جوئل هیمن (به انگلیسی: Joel Heyman) (زاده ۱۶ سپتامبر ۱۹۷۱) بازیگر آمریکایی است.
از فیلم‌های معروف او می‌توان به بازی در فیلم سیمون اشاره کرد.